# Santiago Sosa (calciatore 2005)
Santiago Nahuel Sosa Yung (Oberá, 30 gennaio 2005) è un calciatore argentino, centrocampista del Defensa y Justicia.

## Carriera

### Club
Sosa è cresciuto nel settore giovanile del San Lorenzo, con cui ha firmato il suo primo contratto professionistico il 30 maggio 2024. Ha esordito in prima squadra il 4 agosto seguente nell'incontro di Primera División pareggiato 0-0 contro l'Independiente; nel corso della stagione esordisce poi anche in Coppa Libertadores.

### Nazionale
Ha giocato nella nazionale argentina Under-20.

## Statistiche

### Presenze e reti nei club
Statistiche aggiornate al 19 aprile 2025.
| Stagione        | Squadra            | Campionato      | Campionato | Campionato | Coppe nazionali | Coppe nazionali | Coppe nazionali | Coppe continentali | Coppe continentali | Coppe continentali | Altre coppe | Altre coppe | Altre coppe | Totale | Totale | Totale |
| Stagione        | Squadra            | Comp            | Pres       | Reti       | Comp            | Pres            | Reti            | Comp               | Pres               | Reti               | Comp        | Pres        | Reti        | Pres   | Reti   |        |
| --------------- | ------------------ | --------------- | ---------- | ---------- | --------------- | --------------- | --------------- | ------------------ | ------------------ | ------------------ | ----------- | ----------- | ----------- | ------ | ------ | ------ |
| 2024            | San Lorenzo        | PD              | 17         | 0          | CA+CdL          | 1+0             | 0               | CL                 | 2                  | 0                  | -           | -           | -           | 20     | 0      |        |
| 2025            | Defensa y Justicia | PD              | 2          | 0          | CA              | 1               | 0               | CS                 | 0                  | 0                  | -           | -           | -           | 3      | 0      |        |
| Totale carriera | Totale carriera    | Totale carriera | 19         | 0          |                 | 2               | 0               |                    | 2                  | 0                  |             | -           | -           | 23     | 0      |        |